# Bert De Graeve
Albrecht Jozef (Bert) baron De Graeve (Avelgem, 24 maart 1955) is een Belgisch bedrijfsleider en bestuurder.

## Levensloop
Bert De Graeve liep school aan het Sint-Barbaracollege in Gent. Hij studeerde rechten aan de Rijksuniversiteit Gent, financieel management aan het Instituut voor Postmodern Onderwijs te Antwerpen en fiscaal beheer aan VLEKHO in Schaarbeek. Hij begon zijn carrière bij Arthur Andersen en werkte nadien veertien jaar voor de telecomgroep Alcatel. Hij verbleef in die periode lange tijd in China.

### VRT en Bekaert
Hij kreeg bekendheid toen hij van 1996 tot 2002 in opvolging van Cas Goossens gedelegeerd bestuurder was van de BRTN (vanaf 1998 VRT). Hij was de eerste externe manager die de leiding over de openbare omroep kreeg toevertrouwd. Hij bouwde de verstarde en gepolitiseerde instelling uit tot een modern overheidsbedrijf.
In 2002 werd De Graeve CFO van staalbedrijf Bekaert, waar hij in 2006 in opvolging van Julien De Wilde CEO werd. In 2014 verruilde hij de functie van CEO van Bekaert voor die van voorzitter van de raad van bestuur. Hij volgde als voorzitter Paul Buysse op. In 2019 stopte hij als voorzitter van Bekaert en volgde Jürgen Tinggren hem op.

### Overige mandaten
In 2010 werd De Graeve onafhankelijk bestuurder van farmaciebedrijf UCB, waar hij sinds 2015 ook voorzitter van het auditcomité is. Hij verving er prins Lorenz. Zijn mandaat liep in 2024 af.
In 2014 werd hij in opvolging van Frank Donck voorzitter van telecombedrijf Telenet. In 2022 volgde Jo Van Biesbroeck hem op.
In 2015 werd De Graeve bestuurder van zandmultinational Sibelco, waar hij in 2016 voorzitter werd. In het voorjaar van 2021 kreeg De Graeve kritiek van verschillende familiale Sibelo-aandeelhouders vanwege tegenvallende financiële resultaten en een slecht beleid in de Verenigde Staten. In 2024 liep zijn mandaat af.
In augustus 2021 werd hij de eerste voorzitter van het Vlaams Welvaartsfonds.
Sinds 2022 is De Graeve bestuurder van Bank Nagelmackers.
Hij is bestuurder van Cecan, een familietrust (familie Vlerick) voor de financiering van de Vlerick Business School en Mediahuis.

## Schalkse Ruiters
De Graeve kreeg ongewone media-aandacht toen Bart De Pauw en Tom Lenaerts hem als gast in hun programma Schalkse Ruiters wilden krijgen. In elke episode zat er wel ergens een oproep om de man hiertoe te motiveren en voor de laatste aflevering van het eerste seizoen riepen Bart en Tom hun kijkers massaal op om overal in het straatbeeld spandoeken, opschriften en boodschappen te verspreiden met de oproep 'Bert De Graeve, kom naar Schalkse Ruiters'.
Die avond keken 2,3 miljoen mensen naar de Schalkse Ruiters. Tot 2 juli 2014 was dit het meest bekeken programma ooit op de Vlaamse televisie. Het record sneuvelde toen door de voetbalwedstrijd tussen België en de Verenigde Staten.

## Eerbetoon
De Graeve werd op 1 juni 2008 in de erfelijke adel opgenomen met de persoonlijke titel van baron. Hij is gehuwd met Ingrid De Wilde, dochter van journalist Maurice De Wilde, en vader van een dochter en een zoon.
In januari 2010 werd hij verkozen tot Manager van het Jaar 2009.